# Down Under Classic
Down Under Classic, tidligere kendt som Schwalbe Classic og People's Choice Classic, er et criterium omkring Rymill Park i Adelaide, South Australia i Australien. Løbet blev for første gang arrangeret i 2006 og køres som optakt til Tour Down Under.

## Vindere
| År                      | Vinder           | Toer                 | Treer               |
| ----------------------- | ---------------- | -------------------- | ------------------- |
| Down Under Classic      |                  |                      |                     |
| 2006                    | Robbie McEwen    | Daniele Colli        | Simone Cadamuro     |
| 2007                    | Mark Renshaw     | Hilton Clarke        | Simon Clarke        |
| 2008                    | André Greipel    | Mark Renshaw         | Robbie McEwen       |
| 2009                    | Robbie McEwen    | Wim Stroetinga       | Graeme Brown        |
| 2010                    | Greg Henderson   | Christopher Sutton   | André Greipel       |
| 2011                    | Matthew Goss     | Mark Renshaw         | Robbie McEwen       |
| 2012                    | André Greipel    | Edvald Boasson Hagen | Heinrich Haussler   |
| People's Choice Classic |                  |                      |                     |
| 2013                    | André Greipel    | Matthew Goss         | Greg Henderson      |
| 2014                    | Marcel Kittel    | André Greipel        | Caleb Ewan          |
| 2015                    | Marcel Kittel    | Juan José Lobato     | Wouter Wippert      |
| 2016                    | Caleb Ewan       | Giacomo Nizzolo      | Adam Blythe         |
| 2017                    | Caleb Ewan       | Sam Bennett          | Peter Sagan         |
| 2018                    | Peter Sagan      | André Greipel        | Caleb Ewan          |
| Down Under Classic      |                  |                      |                     |
| 2019                    | Caleb Ewan       | Peter Sagan          | Alexander Edmondson |
| Schwalbe Classic        |                  |                      |                     |
| 2020                    | Caleb Ewan       | Elia Viviani         | Simone Consonni     |
| 2023                    | Caleb Ewan       | Jordi Meeus          | Kaden Groves        |
| Down Under Classic      |                  |                      |                     |
| 2024                    | Jhonatan Narváez | Natnael Tesfatsion   | Isaac Del Toro      |
| Villawood Men's Classic |                  |                      |                     |
| 2025                    | Sam Welsford     | Henri Uhlig          | Matthew Brennan     |